# Kalngale
Kalngale (ryska: Калнгале) är en ort i Lettland.   Den ligger i kommunen Carnikavas novads, i den centrala delen av landet, 15 km norr om huvudstaden Riga. Kalngale ligger 9 meter över havet och antalet invånare är 775.
Terrängen runt Kalngale är mycket platt. Havet är nära Kalngale åt nordväst. Runt Kalngale är det ganska glesbefolkat, med 42 invånare per kvadratkilometer. Närmaste större samhälle är Riga, 15,1 km söder om Kalngale. I omgivningarna runt Kalngale växer i huvudsak barrskog.